# Nowoje (Kaliningrad)
Nowoje (russisch Новое, deutsch Trimmau) ist ein Ort in der russischen Oblast Kaliningrad (Gebiet Königsberg (Preußen)) und gehört zur Prawdinskoje gorodskoje posselenije (Stadtgemeinde Prawdinsk (Friedland (Ostpr.)) im Rajon Prawdinsk (Kreis Friedland)).

## Geographische Lage
Nowoje liegt zwei Kilometer westlich von Druschba (Allenburg) an einer unwegsamen Nebenstraße, die vor 1945 nach Gundau, einem heute nicht mehr existierenden Ort, führte. Eine Bahnanbindung besteht nicht.

## Geschichte
Südlich des einst Trimmau genannten Ortes in Richtung des – nicht mehr existenten – Ortes Schallen gab es auf dem ehemals so genannten Zickelberg an der Alle (russisch: Lawa) eine prußische Festungsanlage, die bis 1256 genutzt wurde. Dann übernahm sie der Deutsche Orden und gestaltete sie seinen Zwecken entsprechend um. Später wurde der Standort zugunsten des Wildhauses in Allenburg (russisch: Druschba) aufgegeben.
Am 13. Juni 1873 wurde Trimmau Sitz und namensgebender Ort des neu errichten Amtsbezirks Trimmau, der bis 1945 zum Landkreis Wehlau im Regierungsbezirk Königsberg der preußischen Provinz Ostpreußen gehörte. Zu den ersten Landgemeinden bzw. Gutsbezirken des Bezirks gehörten die heute nicht mehr existierenden Orte Jägersdorf, Klein Engelau, Schallen und Luxhausen, wobei letzterer 1929 nach Klein Enegalu eingemeindet wurde.
Im Jahre 1910 zählte der Gutsbezirk Trimmau 169 Einwohner. Am 30. September 1928 gab Trimmau seine Selbständigkeit auf und wurde in die Landgemeinde Schallen (heute nicht mehr existent) eingegliedert.
Infolge des Zweiten Weltkrieges kam Trimmau 1945 zur Sowjetunion und wurde 1947 in „Nowoje“ umbenannt. Heute ist der Ort aufgrund einer Struktur- und Verwaltungsreform eine als „Siedlung“ (russisch: possjolok) eingestufte Ortschaft in der Prawdinskoje gorodskoje posselenije (Stadtgemeinde Prawdinsk (Friedland)) im Rajon Prawdinsk in der Oblast Kaliningrad.

## Kirche
Kirchlich war Trimmau aufgrund seiner mehrheitlich evangelischen Bevölkerung nach Allenburg (russisch: Druschba) eingepfarrt und lag im Kirchenkreis Wehlau (russisch: Snamensk) in der Kirchenprovinz Ostpreußen der Kirche der Altpreußischen Union. Heute ist für Nowoje der Bezug nach Druschba geblieben, wo sich in den 1990er Jahren eine neue evangelische Gemeinde konstituierte, die eine Filialgemeinde der Auferstehungskirche in Kaliningrad (Königsberg) ist und zur Propstei Kaliningrad der Evangelisch-Lutherischen Kirche Europäisches Russland (ELKER) gehört.